# Linchamiento de Samuel Smith
Samuel Smith era un joven afroamericano de 15 años que fue linchado, ahorcado y fusilado en Nolensville, Tennessee, por una turba blanca el 15 de diciembre de 1924. Nadie fue jamás procesado ni condenado por el linchamiento.
La memoria de Samuel Smith fue honrada en junio de 2017 con una placa en la Iglesia Episcopal San Anselm en Nashville; otras dos víctimas de linchamientos de la ciudad también fueron conmemoradas ahí.

## Linchamiento
Nolensville está a unas 22 millas de Nashville. A la 1 El 13 de diciembre de 1924, Ike Eastwood, un tendero blanco, supuestamente escuchó ruidos afuera de su casa, agarró un arma de fuego y se encontró a un hombre afroamericano, Jim Smith, en su garaje. Pensó que Smith estaba robando bujías de su coche. Eastwood disparó a Smith, pero al hombre se le unió su sobrino, Samuel Smith, de 15 años, quien disparó a Eastwood, hiriéndolo. El tendero respondió al fuego e hirió al joven Smith.
Samuel Smith huyó e intentó hacer autostop hasta Nashville. A la mañana siguiente, Sam Smith fue arrestado a 100 metros de la casa de Eastwood. La policía lo llevó al Hospital General de Nashville para que recibiera tratamiento, donde lo encadenaron a su cama. Su tío Jim fue arrestado en el garaje y llevado a la cárcel del condado.
A la medianoche del 15 de diciembre de 1924, Samuel Smith fue secuestrado por un grupo de seis o siete hombres enmascarados y armados en su habitación de hospital en Nashville. A ellos se les unió una turba más grande y enmascarada afuera del hospital. Smith fue llevado a Frank Hill Road en Nolensville, donde había sido arrestado cerca de la casa de Eastwood. Lo desnudaron, lo colgaron de un árbol y lo acribillaron a balazos. El linchamiento fue presenciado por espectadores en treinta automóviles, muchos de los cuales dispararon sus armas hacia el cuerpo ahorcado de Smith antes de marcharse. A las 12:50 am, un individuo no identificado llamó al periódico The Tennessean y lo informó sobre el linchamiento.
El cuerpo de Smith fue encontrado colgando de un roble por W. F. Fly, un granjero que se había despertado por los disparos, a la 1 am Poco después, el superintendente del hospital llamó a la policía y el sheriff del condado, Robert Riley, condujo hasta Nolensville, donde vio al adolescente ahorcado y baleado. A Riley se unieron el forense del condado JR Allen y varios oficiales de policía. Dejaron el cuerpo colgado en la escena, a unos 200 metros al norte de la línea del condado de Williamson a lo largo de Nolensville Pike. El Nashville Tennessean señaló era reminiscente del linchamiento de Ephraim Grizzard en 1892.
El linchamiento fue denunciado por la alcaldesa de Nashville, Hilary Ewing Howse. Varios residentes destacados de la ciudad escribieron una carta abierta al gobernador Austin Peay y al sheriff Riley pidiéndoles que llevaran a los autores del linchamiento ante la justicia. La Cámara de Comercio de Nashville ofreció una recompensa de 5.000 dólares para identificar y arrestar a los linchadores. Los miembros del Templo de Vine Street condenaron el linchamiento, y los líderes del Agora Club, un club afroamericano, se preguntaron si debían incitar a los negros de la zona a mudarse a otras partes del país.
Un artículo publicado en The Leaf-Chronicle señaló: «Tal desafío abierto y violación de la ley no pueden pasar desapercibidos a menos que la opinión pública de esa comunidad los apruebe. Alguien sabe quién lo hizo y alguien lo dirá, a menos que alguien tenga miedo o no quiera hacerlo». Nadie fue procesado ni condenado por el linchamiento del joven Smith. Según el Tennessee Tribune, es probable que este sea "el último linchamiento" cometido en la zona de Nashville. El decano de la Universidad Fisk, Reavis L. Mitchell Jr., afirmó: «Puede que haya habido otros, pero no hay constancia pública de ello».

## Legado
En junio de 2017, se celebró un servicio religioso en la capilla de Fisk University Memorial Chapel, titulado "Recuperar la Esperanza a través de la Memoria", en honor a Samuel Smith y los hermanos Ephraim y Henry Grizzard, linchados en 1892. Además, se instaló una placa en su memoria en la Iglesia Episcopal de San Anselmo en Nashville. Las ceremonias estuvieron relacionadas con tres años de labor de un grupo de trabajo diocesano que elaboró políticas y debates comunitarios relacionados con el racismo en Nashville. Estos servicios estaban abiertos a todo el público.